# Lamholmen (Bergen)
Ne doit pas être confondu avec Lamholmen, Lamholmen (Bømlo), Lamholmen (Fitjar), Lamholmen (Lindås) ou Lamholmen (Alver).
Lamholmen est une île norvégienne du comté de Hordaland appartenant administrativement à Bergen.

## Description
Rocheuse et désertique, à fleur d'eau, elle s'étend sur environ 69 m de longueur pour une largeur approximative de 39 m. 